# Vištuk
Vištuk (in ungherese Kárpáthalas, in tedesco Wischtuck) è un comune della Slovacchia facente parte del distretto di Pezinok, nella regione di Bratislava.